# Adolf von Baeyer
Johann Friedrich Wilhelm Adolf von Baeyer (ur. 31 października 1835 w Berlinie, zm. 20 sierpnia 1917 w Starnbergu) – niemiecki chemik, laureat Nagrody Nobla w roku 1905 za wkład w rozwój chemii organicznej i technologii chemicznej przez badania barwników i związków aromatycznych.

## Życiorys
Był synem pruskiego generała i znanego geodety Johanna Jacoba Baeyera. Początkowo studiował matematykę i fizykę na Uniwersytecie Fryderyka Wilhelma w Berlinie, a następnie chemię w Heidelbergu u Roberta Bunsena i Kekulè'go. W roku 1864 został wykładowcą w Berlińskiej Akademii Handlowej, a w 1872 profesorem na Uniwersytecie Rzeszy w Strasburgu. Od 1875 pracował na stanowisku profesora chemii na Uniwersytecie Ludwika i Maksymiliana w Monachium, jako następca Justusa von Liebiga.
W roku 1885 król bawarski nadał mu dziedziczny szlachecki tytuł Ritter. W 1895 otrzymał Pour le Mérite za Naukę i Sztukę. W 1905 roku został laureatem Nagrody Nobla w uznaniu zasług w rozwoju chemii organicznej i przemysłu chemicznego oraz za pracę nad barwnikami organicznymi i hydroaromatycznymi związkami chemicznymi.
Badania naukowe Baeyera dotyczyły terpenów (pierwsza synteza w 1888) i barwników. Odkrył eozynę, kwas barbiturowy (1863) i dwie metody syntezy indygo (1878 synteza z 1H-indolo-2,3-dionu a w 1882 wraz z Viggo Drewsenem z 2-nitrobenzaldehydu i acetonu). Opracowanie metody syntezy błękitu indygo, w znacznym stopniu przyczyniło się do rozwoju przemysłu barwników w Niemczech.
Został pochowany na cmentarzu Leśnym w Monachium.